# Club Deportivo Universidad Católica
Club Deportivo Universidad Católicas fotbollssektion är den mest välkänd och först bildade sektionen av föreningen med samma namn. Den är en av Chiles mest populära fotbollsklubbar och är baserad i landets huvudstad Santiago. Klubben kom till den 21 april 1937. Förutom att klubben har sitt A-lag i den chilenska högstaligan så har man också sitt B-lag (Universidad Católica "B" där U20 spelarna spelar) i division 3 serien.

## Historia
Klubben föddes ur universitetsskolan Universidad Católica de Chile då studenterna (redan 1910) började prata om att återförena skolan genom att spela fotbollsmatcher. (Deras bittra rivaler kom från ett annat universitet; Universidad de Chile). Några år senare kom också idén att man skulle skapa ett permanent proffslag och 21 april, 1931 presenterades laget Club Deportivo Universidad Católica för allra första gången. Klubben gjorde sin allra första match i division 2 serien då man mötte ärkerivalen Universidad de Chile. Mötet mellan de båda lagen har blivit allt viktigare genom åren och går nu under namnet "El Clásico Universitario".

### Nationella titlar
Primera División de Chile
- Vinnare (16): 1949, 1954, 1961, 1966, 1984, 1987, 1997, 2002-A, 2005-C, 2010, 2016-C, 2016-A, 2018,  2019, 2020, 2021

Copa Chile
- Vinnare (5): 1983 (Copa Polla Gol), 1983 (Copa República), 1991, 1995, 2011

Primera B de Chile
- Vinnare (2): 1956, 1975

Supercopa de Chile
- Vinnare (4): 2016, 2019, 2020, 2021

### Internationella titlar
Copa Libertadores
- 2:a plats (1): 1993

Copa Interamericana
- Vinnare (1): 1994

## Berömda spelare
| Chile - Cristián Álvarez - Jorge Aravena - Marco Antonio Cornez - Sergio Livingstone - Mario Lepe - Alberto Foullioux - Mark González - Juvenal Olmos - Miguel Angel Neira - Eduardo Bonvallet - Fabián Estay - Miguel Ponce - Sebastián Rozental - Alejandro Osorio - José Luis Villanueva - Javier Margas - Milovan Mirosevic - Gustavo Moscoso - Eduardo Rubio - Ignacio Prieto - Fernando Riera - Nelson Tapia - Patricio Toledo - Raimundo Tupper - Osvaldo Hurtado - Arturo Norambuena - Nélson Parraguez - Jorge Vargas |  | Argentina - Alberto Acosta - David Bisconti - José María Buljubasich - Darío Leonardo Conca - Néstor Gorosito - Facundo Imboden - Pablo Lenci - Sergio Fabián Vázquez - José Manuel Moreno - Néstor Isella - Jorge Quinteros - Ricardo Lunari - Juan Carlos Almada - Gerardo Reinoso Paraguay - José Cardozo - Hugo Brizuela - Jorge Campos Peru - José del Solar USA - Jonathan Walker |